# Francesco Acquaviva d'Aragona
Francesco Acquaviva d'Aragona (Napoli, 4 ottobre 1665 – Roma, 9 gennaio 1725) è stato un cardinale e arcivescovo cattolico italiano.

## Biografia
Membro della nobile famiglia Acquaviva d'Aragona, nacque a Napoli il 4 ottobre 1665 da Giosia, XIV duca di Atri, e da Francesca Caracciolo, figlia del principe di Torella Giuseppe. Giangirolamo XV duca di Atri fu suo fratello.
Il 22 dicembre 1697 venne consacrato vescovo dal cardinale Gasparo Carpegna, con il titolo di Larissa di Tessaglia. Papa Clemente XI lo elevò al rango di cardinale nel concistoro del 17 maggio 1706 mentre era Nunzio apostolico per la Spagna. L'8 giugno 1706 divenne cardinale presbitero di San Bartolomeo all'Isola, ed il 28 gennaio 1709 di Santa Cecilia. In questo ruolo promosse l'ampliamento, con l'edificazione di una nuova facciata, della omonima basilica in Roma, affidandone la realizzazione a Ferdinando Fuga.  Sempre in Santa Cecilia fu poi sepolto, assieme ad altri esponenti della sua famiglia
Il 12 giugno 1724 fu nominato cardinale vescovo di Sabina.
Morì il 9 gennaio 1725 all'età di 59 anni.

## Genealogia episcopale e successione apostolica
La genealogia episcopale è:
- Cardinale Scipione Rebiba
- Cardinale Giulio Antonio Santorio
- Cardinale Girolamo Bernerio, O.P.
- Arcivescovo Galeazzo Sanvitale
- Cardinale Ludovico Ludovisi
- Cardinale Luigi Caetani
- Cardinale Ulderico Carpegna
- Cardinale Paluzzo Paluzzi Altieri degli Albertoni
- Cardinale Gaspare Carpegna
- Cardinale Francesco Acquaviva d'Aragona

La successione apostolica è:
- Vescovo Angel de Maldonado, O.Cist. (1701)
- Vescovo Francisco Solís Hervás, O. de M. (1701)
- Vescovo Juan Feyjóo González de Villalobos, O.Carm. (1702)
- Vescovo Juan Navarro Gilaberte, O. de M. (1704)
- Vescovo Francisco de San José Pedro Mesía y Portocarrero, O.F.M. (1704)
- Cardinale Carlos Borja Centellas y Ponce de León (1705)
- Arcivescovo Joseph de Guyon de Crochans (1709)
- Vescovo Joaquín Canaves, O.S.Io.Hieros. (1713)
- Arcivescovo Davide di San Carlo, O.C.D. (1714)
- Vescovo Juan Herrera (1722)

## Ascendenza
|                                                  |                                             |                                                      | Genitori                                       |  |  | Nonni |  |  | Bisnonni                                        |  |  | Trisnonni                                    |  |
|                                                  |                                             |                                                      |                                                |  |  |       |  |  | Giosia II Acquaviva d'Aragona, XII duca di Atri |  |  | Alberto Acquaviva d'Aragona, XI duca di Atri |  |
|                                                  |                                             |                                                      |                                                |  |  |       |  |  | Giosia II Acquaviva d'Aragona, XII duca di Atri |  |  | Alberto Acquaviva d'Aragona, XI duca di Atri |  |
|                                                  |                                             | Beatrice di Lannoy                                   |                                                |  |  |       |  |  | Giosia II Acquaviva d'Aragona, XII duca di Atri |  |  |                                              |  |
| Francesco Acquaviva d'Aragona, XIII duca di Atri |                                             |                                                      |                                                |  |  |       |  |  | Giosia II Acquaviva d'Aragona, XII duca di Atri |  |  |                                              |  |
|                                                  |                                             | Margherita Ruffo di Scilla                           | Francesco Fabrizio Ruffo, I principe di Scilla |  |  |       |  |  |                                                 |  |  |                                              |  |
|                                                  |                                             | Margherita Ruffo di Scilla                           | Francesco Fabrizio Ruffo, I principe di Scilla |  |  |       |  |  |                                                 |  |  |                                              |  |
|                                                  |                                             | Margherita Ruffo di Scilla                           | Isabella Acquaviva d'Aragona                   |  |  |       |  |  |                                                 |  |  |                                              |  |
| Giosia III Acquaviva d'Aragona, XIV duca di Atri |                                             | Margherita Ruffo di Scilla                           |                                                |  |  |       |  |  |                                                 |  |  |                                              |  |
|                                                  |                                             | Francesco Conclubet, V marchese di Arena             | Scipione Conclubet, IV marchese di Arena       |  |  |       |  |  |                                                 |  |  |                                              |  |
|                                                  |                                             | Francesco Conclubet, V marchese di Arena             | Scipione Conclubet, IV marchese di Arena       |  |  |       |  |  |                                                 |  |  |                                              |  |
|                                                  |                                             | Francesco Conclubet, V marchese di Arena             | Beatrice d'Ayerbo d'Aragona                    |  |  |       |  |  |                                                 |  |  |                                              |  |
| Anna Conclubet                                   |                                             | Francesco Conclubet, V marchese di Arena             |                                                |  |  |       |  |  |                                                 |  |  |                                              |  |
|                                                  |                                             | Felicia Caracciolo Pisquizi                          | Carlo Caracciolo Pisquizi, V duca di Martina   |  |  |       |  |  |                                                 |  |  |                                              |  |
|                                                  |                                             | Felicia Caracciolo Pisquizi                          | Carlo Caracciolo Pisquizi, V duca di Martina   |  |  |       |  |  |                                                 |  |  |                                              |  |
|                                                  |                                             | Felicia Caracciolo Pisquizi                          | Diana Loffredo                                 |  |  |       |  |  |                                                 |  |  |                                              |  |
| Francesco Acquaviva d'Aragona                    |                                             | Felicia Caracciolo Pisquizi                          |                                                |  |  |       |  |  |                                                 |  |  |                                              |  |
|                                                  | Camillo Caracciolo, II principe di Avellino | Marino Caracciolo, I principe di Avellino            |                                                |  |  |       |  |  |                                                 |  |  |                                              |  |
|                                                  | Camillo Caracciolo, II principe di Avellino | Marino Caracciolo, I principe di Avellino            |                                                |  |  |       |  |  |                                                 |  |  |                                              |  |
|                                                  | Camillo Caracciolo, II principe di Avellino | Crisostoma Carafa                                    |                                                |  |  |       |  |  |                                                 |  |  |                                              |  |
| Giuseppe Caracciolo, I principe di Torella       | Camillo Caracciolo, II principe di Avellino |                                                      |                                                |  |  |       |  |  |                                                 |  |  |                                              |  |
|                                                  |                                             | Dorotea Acquaviva d'Aragona                          | Alberto Acquaviva d'Aragona, XI duca di Atri   |  |  |       |  |  |                                                 |  |  |                                              |  |
|                                                  |                                             | Dorotea Acquaviva d'Aragona                          | Alberto Acquaviva d'Aragona, XI duca di Atri   |  |  |       |  |  |                                                 |  |  |                                              |  |
|                                                  |                                             | Dorotea Acquaviva d'Aragona                          | Beatrice di Lannoy                             |  |  |       |  |  |                                                 |  |  |                                              |  |
| Francesca Caracciolo                             |                                             | Dorotea Acquaviva d'Aragona                          |                                                |  |  |       |  |  |                                                 |  |  |                                              |  |
|                                                  |                                             | Giovanni Tommaso di Capua, I principe di Roccaromana | Annibale di Capua                              |  |  |       |  |  |                                                 |  |  |                                              |  |
|                                                  |                                             | Giovanni Tommaso di Capua, I principe di Roccaromana | Annibale di Capua                              |  |  |       |  |  |                                                 |  |  |                                              |  |
|                                                  |                                             | Giovanni Tommaso di Capua, I principe di Roccaromana | Lucrezia Arcamone                              |  |  |       |  |  |                                                 |  |  |                                              |  |
| Costanza di Capua                                |                                             | Giovanni Tommaso di Capua, I principe di Roccaromana |                                                |  |  |       |  |  |                                                 |  |  |                                              |  |
|                                                  |                                             | Virginia Belprato, contessa d'Anversa                | Carlo Belprato, conte d'Anversa                |  |  |       |  |  |                                                 |  |  |                                              |  |
|                                                  |                                             | Virginia Belprato, contessa d'Anversa                | Carlo Belprato, conte d'Anversa                |  |  |       |  |  |                                                 |  |  |                                              |  |
|                                                  |                                             | Virginia Belprato, contessa d'Anversa                | Laudomia di Lannoy                             |  |  |       |  |  |                                                 |  |  |                                              |  |
|                                                  |                                             | Virginia Belprato, contessa d'Anversa                |                                                |  |  |       |  |  |                                                 |  |  |                                              |  |